# Devin Lloyd
Devin Eric Lloyd (Kansas City, 30 settembre 1998) è un giocatore di football americano statunitense che milita nel ruolo di linebacker per i Jacksonville Jaguars della National Football League (NFL).

## Carriera universitaria
Dopo avere passato il primo anno all'Università dello Utah come redshirt (poteva cioè allenarsi con la squadra ma non scendere in campo) nel 2017, Lloyd disputò tutte le 14 partite nel 2018 come riserva, mettendo a segno 6 tackle. Divenne titolare nel 2019. In 14 partite ebbe 91 tackle, 6,5 sack e un intercetto ritornato in touchdown. Nel 2020 Lloyd disputò 5 partite, totalizzando 48 tackle e 2 sack. Nel 2021 disputò 14 partite, tutte come titolare tranne una causa di una controversa espulsione contro Oregon State. Complessivamente ebbe 66 tackle, guidò la Pac-12 con 8 sack e 4 intercetti, venendo premiato come All-American.

## Carriera professionistica
Lloyd fu scelto come 27º assoluto nel Draft NFL 2022 dai Jacksonville Jaguars. Debuttò come professionista partendo come titolare nella gara del primo turno contro i Washington Commanders mettendo a segno 11 placcaggi. La settimana successiva fece registrare il primo intercetto su Matt Ryan degli Indianapolis Colts. Un altro intercetto lo mise a referto la settimana successiva, oltre a 7 tackle e 3 passaggi deviati, contribuendo in modo decisivo alla vittoria sui Los Angeles Chargers. Alla fine di settembre fu premiato come rookie difensivo del mese dopo avere guidato tutti i debuttanti con 24 tackle e 6 passaggi deviati. La sua prima stagione si chiuse con 115 tackle, 3 intercetti e 8 passaggi deviati disputando tutte le 17 partite, di cui 15 come titolare, venendo inserito nella formazione ideale dei rookie dalla Pro Football Writers of America..

## Palmarès
- Rookie difensivo del mese: 1

settembre 2022
- PFWA All-Rookie Team - 2022